# Sally Kipyegová
Sally Jepkosgei Kipyegová (* 19. prosince 1985 Kapsowar) je keňská běžkyně na dlouhé a střední vzdálenosti. Byla stříbrnou medailistkou na 10 000 metrů na mistrovství světa v atletice v roce 2011 a stříbrnou medailistkou ve stejném závodě na letních olympijských hrách 2012 v Londýně.